# أليس تاجلوني
أليس تاجلوني (بالفرنسية: Alice Taglioni)‏ هي ممثلة فرنسية، ولدت في 26 يوليو 1976 في فرنسا. بدأت مشوارها المهني سنة 2002.

## أعمال

### أفلام
- (2006) النمر الوردي[4]
- (2012) زيتون[5]

## وصلات خارجية
- أليس تاجلوني على موقع IMDb (الإنجليزية)
- أليس تاجلوني على موقع قاعدة بيانات الأفلام العربية
- أليس تاجلوني على موقع ألو سيني (الفرنسية)
- أليس تاجلوني على موقع أول موفي (الإنجليزية)
- أليس تاجلوني على موقع قاعدة بيانات الأفلام السويدية (السويدية)
- أليس تاجلوني على موقع قاعدة بيانات الفيلم (الإنجليزية)
- أليس تاجلوني على موقع كينوبويسك (الروسية)